# Pierre Caziot
Pierre Caziot né à Crézancy-en-Sancerre le 24 septembre 1876, mort le 4 janvier 1953 à Paris, est un ingénieur agronome et un homme politique français, ministre du Régime de Vichy.

## Biographie
Directeur d'un cabinet d'expertise foncière, il est ministre secrétaire d'État à l'Agriculture et au Ravitaillement jusqu'en décembre 1940, puis, à compter de cette date, seulement secrétaire d'État à l'Agriculture, ministre de l'Agriculture du 18 avril au 11 septembre 1942. À ce titre, il contribua à la mise en place de la Corporation paysanne.
Il signe avec Pétain, François Darlan, Yves Bouthillier, Charles Huntziger et Joseph Barthélemy la loi du 2 juin 1941 portant statut des Juifs. Auparavant, il avait déjà signé, huit mois plus tôt, avec Philippe Pétain, Pierre Laval, Raphaël Alibert, Marcel Peyrouton, Paul Baudouin, Charles Huntziger, Yves Bouthillier, François Darlan et René Belin la loi portant statut des juifs du 3 octobre 1940.
Il a été décoré de l'ordre de la Francisque.

## Discours
- Discours prononcé le 1er décembre 1941 à Rodez à l’occasion de la création de l’union corporative régionale du Rouergue, 11 p.
- Agriculture et corporation paysanne, conférence prononcée le 22 décembre 1941 à Vichy, Éditions du Secrétariat général à l’Information et à la Propagande.

## Distinctions
- Ordre de la Francisque